# Slivnica pri Mariboru
Slivnica pri Mariboru – wieś w Słowenii, w gminie Hoče-Slivnica. W 2018 roku liczyła 610 mieszkańców.